# R-2 (Spanje)
De Radial 2 of R-2 is een radiale snelweg in Spanje. De snelweg ligt parallel aan de A-2 en vormt hiermee een alternatief voor die snelweg. De weg begint in Madrid aan de M-40 en eindigt 61 kilometer verder op aan de A-2 in Guadalajara.

## Geschiedenis
De R-2 werd in 2003 opengesteld voor verkeer. Hiermee werd de A-2 ontlast van de drukke ochtend- en avondspits.

## Exploitatie
De R-2 wordt door Radial 2 geëxploiteerd. Op de weg wordt in spitsperiodes €8,20 voor het gehele traject gerekend. Als daltarief wordt slechts €2,70 gehanteerd.